# Jamski zaljev
Jamski zaljev (rus. Ямская губа) je mali zaljev u sjeveroistočnom Ohotskom moru. Nalazi se na jugozapadnom kraju zaljeva Šelikova. Na njegovom jugoistoku nalaze se Jamski otoci. Rijeka Jama ima svoje ušće u zaljevu pored grada Jamska.

## Geografija i klima
Jamski zaljev omeđen je rtom Iretsky na sjeveru i rt Keytevan na jugu, koji su mešđusobno udaljeni 33,8 km. Visoke ulazne točke zaljeva spajaju se u nisku obalu na zapadu, s ravnicama tundre u zaleđu. Od lipnja do prve polovice kolovoza vjetrovi u zaljevu rijetko su jači od svježeg povjetarca, ali povremeno dostižu olujnu snagu. Zatišja prevladavaju u drugoj polovici kolovoza i prvoj polovici rujna. Sjeveroistočni vjetrovi počinju puhati krajem rujna, s uobičajenim olujama. Magla je prilično rijetka. Led je u zaljevu od listopada do kraja lipnja ili početka srpnja. Plima i oseka su nepravilne, dnevne kad su najveće, a poludnevne kad su najmanje. Najviše plime su oko 6,4 m, a najniže 2,1 m. Plimne struje su najjače u južnom dijelu zaljeva, dosežući 8 do 8,5 čvorova tijekom najvećih plima u srpnju, 5,5 do 6 čvorova u kolovozu i 4 do 4,5 čvorova u rujnu.

## Povijest
Američki kitolovci lovili su grenlandske kitove u zaljevu 1850-ih i 1860-ih. Od domorodaca su kupovali samure i jelene.